# Síndrome de Haber
Síndrome de Haber é uma doença da pele de hiperpigmentação caracterizada pela pigmentação enredada da pele humana. Um tipo raro de genodermatose inclui erupções rosáceas na pele, comedões e hiperpigmentação nas costas, no pescoço e na face.